# Федотов, Владимир Петрович
Владимир Петрович Федотов (5 января 1942, Пермь — 24 апреля 2008, Санкт-Петербург) — советский и российский флейтист, артист оркестра Ленинградского государственного Академического театра оперы и балета имени С. М. Кирова и Заслуженного коллектива России Академического симфонического оркестра Ленинградской филармонии, основатель ансамбля барочной музыки Ars Consoni.

## Биография
Владимир Петрович Федотов родился в 1942 году в Перми, куда выехали из блокадного Ленинграда его отец профессор консерватории по классу флейты П. Я. Федотов и мать Н. В. Березинская — виолончелистка. В 1961 окончил музыкальное училище при Ленинградской консерватории, а в 1966 — Ленинградскую консерваторию по классу флейты у профессора И. Ф. Януса.
В 1959—1965 артист симфонического оркестра Ленинградского государственного Академического театра оперы и балета имени С. М. Кирова, в 1965—1975 — заслуженного коллектива России Академического симфонического оркестра Ленинградской филармонии под управлением Е. Мравинского. В дальнейшем полностью посвятил себя сольной деятельности. Первым в России начал играть профессионально на блок-флейте.
В 1986 году основал ансамбль старинной музыки «Ars Consoni», который явился продолжением деятельности старого, организованного ещё 1968 году при Ленинградской академической капелле имени М. И. Глинки. Новое название (Ars Consoni — искусство согласнозвучия) не просто перемена: ансамбль переориентировался на аутентичный, исторический подход. Музыканты играли на инструментах, позволяющих услышать музыку барокко в тех тембрах, для которых она была написана.
Владимир Федотов также был первым исполнителем в России музыки Булеза, Кейджа, Шёнберга, Веберна и других знаковых композиторов эпохи. Нелегально, в условиях «железного занавеса» организовывал «домашние» мастер-классы европейских флейтистов, приезжающих с концертами в СССР. Орель Николе, Карл-Хайнц Цоллер, Пьер Эсташ находились под впечатлением его личности и профессионального мастерства. Андрей Волконский, Алексей Любимов, Татьяна Гринденко, Андрес Мустонен, Иван Шумилов явились в определенный момент единомышленниками и партнерами. Музыканты блиставшего в 70-е годы камерного ансамбля «Виртуозы Рима» были почитателями уровня исполнительского мастерства Владимира Федотова. Неутомимый пропагандист неизведанного искусства, он демонстрировал потрясающий флейтовый репертуар, исполняя в одном концерте до шести флейтовых концертов, ранее не знакомых российской публике.
В исполнении В. Федотова записаны Концерт № 5 для флейты Антонио Вивальди, Симфония Алессандро Скарлатти для флейты и камерного оркестра и другие произведения классических и современных композиторов.
С 2000 преподавал в Санкт-Петербургской детской школе искусств им. Мравинского.